# Endasys texanus
Endasys texanus är en stekelart som först beskrevs av Cresson 1872.  Endasys texanus ingår i släktet Endasys och familjen brokparasitsteklar. Inga underarter finns listade i Catalogue of Life.